# Седми конгрес СКЈ
Седми конгрес Савеза комуниста Југославије одржан је од 22. до 26. априла 1958. у Љубљани. Конгресу је присуствовало 1.795 делегата, од којих су њих 124 били чланови Централног комитета и Централне ревизионе комисије. Поред изабраних делегата Конгресу су присуствовала и 283 госта - политичких, друштвених и јавних радника из читаве Југославије, као и делегације иностраних комунситичких и социјалистичких партија.
На крају Конгреса је изабран нови Централни комитет, од 135 чланова, Централна ревизона комисија, од 23 члана и Извршни комитет ЦК СКЈ од 15 чланова. За генералног секретара СКЈ поново је изабран Јосип Броз Тито, а за секретаре Централног комитета Едвард Кардељ и Александар Ранковић.

## Чланови ЦК СКЈ
- Чланови Централног комитета Савеза комуниста Југославије, изабрани на Седмом конгресу:

Виктор Авбељ, Риста Антуновић, Љупчо Арсов, Вера Ацева, Љубо Бабић, Спасенија Цана Бабовић, Филип Бајковић, Владимир Бакарић, Митар Бакић, Алеш Беблер, Влајко Беговић, Марко Белинић, Анка Берус, Антун Бибер, Џемал Биједић, Јаков Блажевић, Иван Божичевић, Маријан Брецељ, Звонко Бркић, Хасан Бркић, Јосип Броз Тито, Крсто Булајић, Јован Веселинов, Добривоје Видић, Јанез Випотник, Вељко Влаховић, Олга Врабич, Светозар Вукмановић, Страхил Гигов, Иван Гошњак, Павле Грегорић, Угљеша Даниловић, Пеко Дапчевић, Стеван Дороњски, Илија Дошен, Ратко Дугоњић, Вељко Зековић, Борис Зихерл, Алберт Јакопич, Владо Јанић, Едо Јардас, Ђурица Јојкић, Блажо Јовановић, Иса Јовановић, Анте Јурјевић, Нико Јуринчић, Осман Карабеговић, Иван Караиванов, Едвард Кардељ, Стане Кавчич, Данило Кекић, Лазар Колишевски, Славко Комар, Никола Ковачевић, Иван Крајачић, Борис Крајгер, Сергеј Крајгер, Отмар Креачић, Владимир Кривиц, Вицко Крстуловић, Душан Кведер, Воја Лековић, Франц Лескошек, Иван Мачек, Шефкет Маглајлић, Пашага Манџић, Миха Маринко, Мома Марковић, Крсте Марковски, Божидар Масларић, Вељко Мићуновић, Цвијетин Мијатовић, Милка Минић, Милош Минић, Никола Минчев, Лазар Мојсов, Карло Мразовић, Андрија Мугоша, Коста Нађ, Наум Наумовски, Раја Недељковић, Милијан Неоричић, Марко Никезић, Џавид Нимани, Грујо Новаковић, Богдан Осолник, Ђорђије Ђоко Пајковић, Радован Папић, Мишо Павићевић, Слободан Пенезић Крцун, Пуниша Перовић, Душан Петровић Шане, Миле Почуча, Крсто Попивода, Владо Поповић, Коча Поповић, Милентије Поповић, Јоже Потрч, Срђа Прица, Ђуро Пуцар Стари, Никола Рачки, Добривоје Радосављевић Боби, Александар Ранковић, Иван Регент, Пашко Ромац, Иван Рукавина, Ђуро Салај, Никола Секулић, Видоје Смилевски, Петар Стамболић, Драги Стаменковић, Светислав Стефановић, Велимир Стојнић, Благоје Талески, Борко Темелковски, Геза Тиквицки, Мијалко Тодоровић, Вида Томшич, Мико Трипало, Мито Хаџивасилев, Фадиљ Хоџа, Јанез Хрибар Тоне, Јосип Хрнчевић, Авдо Хумо, Јосип Цази, Крсте Црвенковски, Маријан Цветковић, Родољуб Чолаковић, Михаило Швабић, Владо Шегрт, Лидија Шентјурц, Бошко Шиљеговић, Пал Шоти и Мика Шпиљак.
- Чланови Централне ревизионе комисије, изабрани на Седмом конгресу:

Милутин Балтић, Саво Брковић, Томе Буклески, Ванчо Бурзевски, Димитрије Георгијевић, Грга Јанкес, Стјепан Дебељак, Милинко Ђуровић, Блажо Ђуричић, Павле Јовићевић, Хајро Капетановић, Јово Капичић, Кољ Широка, Душанка Ковачевић, Лео Матес, Милосав Милосављевић, Мара Нацева, Франце Попит, Петар Рељић, Митја Рибичич, Анте Роје, Јанко Рудолф и Боса Цветић.
- Чланови Извршног комитета Централног комитета СКЈ, изабрани на Седмом конгресу:

Јосип Броз Тито, Владимир Бакарић, Јован Веселинов, Вељко Влаховић, Светозар Вукмановић, Иван Гошњак, Блажо Јовановић, Едвард Кардељ, Лазар Колишевски, Франц Лескошек, Миха Маринко, Ђуро Пуцар Стари, Александар Ранковић, Ђуро Салај и Петар Стамболић.